# خیابان امید
 خیابان امید  (ایتالیایی: Il viale della speranza) فیلمی محصول سال ۱۹۵۳ به کارگردانی دینو ریزی است.

## داستان فیلم
خیابان امید خیابانی است که مرکز رم را به چینه‌چیتا (مرکز فیلم‌سازی ایتالیا) وصل می‌کند. هر روز عده‌ زیادی که در صنعت سینما کار می‌کنند با تراموا در این خیابان تردد می‌کنند، از جمله فرانکا و لوئیزا، بازیگرهای تازه‌کار، تونینو، کارگردان پرشور، و ماریوی فیلم‌بردار. این افراد به امید آینده بهتر در صنعت سینما کار می‌کنند. روبرتو، پسر فرانزیِ تهیه‌کننده عاشق لوئیزا می‌شود، که نامزدی‌اش را با ماریو پس از سوءظن خیانت به هم زده است. فرانزی با لوئیزا دشمنی می کند و به عشق میان او و پسرش اعتقادی ندارد. به همین دلیل لوئیزا مجبور می‌شود در تبلیغ پالتو به کارگردانی تونینو بازی کند و به مدرسه بازیگری برود. سرانجام تهیه‌کننده به توانایی‌های لوئیزا ایمان می‌آورد و از بازی او در فیلم و رابطه‌اش با روبرتو حمایت می‌کند.

## بازیگرها
کوستا گرکو
مارچلو ماسترویانی
پیِرا سیسمونی
لیلیانا بونفاتی
پیترو د ویکو
نریو برناردی
جیزلا مونالدی
ماریا پیا کازیلیو
و ...